# Romain Combaud
Romain Combaud (Saint-Doulchard, 1 april 1991) is een Frans wielrenner die anno 2022 rijdt voor Team DSM.

## Carrière
In 2015 reed Combaud enkele ereplaatsen in Franse koersen bijeen. Hij werd onder meer achtste in de Classic Sud Ardèche, negende in de Classic Loire-Atlantique, vijfde in het eindklassement van de Boucles de la Mayenne, zesde in de Polynormande en vierde in de Ronde van de Doubs. Mede hierdoor kreeg hij voor 2016 een profcontract aangeboden bij Delko Marseille Provence KTM.
In zijn eerste wedstrijd van 2019 werd Combaud tweede; in de GP La Marseillaise was Anthony Turgis sneller in de sprint-à-deux. Later dat seizoen werd hij onder meer achtste in het eindklassement van de Omloop van de Sarthe en elfde in de Ronde van Toscane.
In 2021 stapte Combaud op voorspraak van zijn vriend en kopman Romain Bardet over naar Team DSM. Bardet en Combaud wonen beide in Clermont-Ferrand en zijn trainingsmakkers.

## Overwinningen
2015
Bergklassement Ronde van de Limousin
2023
1e etappe (TTT) Ronde van Spanje

## Resultaten in voornaamste wedstrijden
| Jaar | Ronde van Italië | Ronde van Frankrijk | Ronde van Spanje |
| ---- | ---------------- | ------------------- | ---------------- |
| 2016 |                  |                     |                  |
| 2017 |                  |                     |                  |
| 2018 |                  |                     |                  |
| 2019 |                  |                     |                  |
| 2020 |                  |                     |                  |
| 2021 |                  |                     |                  |
| 2022 | 104e             |                     |                  |
| 2023 |                  |                     | 119e             |
| 2024 |                  |                     |                  |
| 2025 |                  |                     |                  |

| Jaar | Milaan-San Remo | Parijs-Roubaix | Amstel Gold Race | Luik-Bast.‑Luik | Ronde van Lombardije | Waalse Pijl | Parijs-Tours | Strade Bianche |
| ---- | --------------- | -------------- | ---------------- | --------------- | -------------------- | ----------- | ------------ | -------------- |
| 2016 |                 | opgave         |                  |                 |                      | 122e        |              |                |
| 2017 |                 |                |                  |                 |                      |             | 111e         |                |
| 2018 |                 |                |                  |                 |                      | opgave      |              |                |
| 2019 |                 |                |                  |                 |                      |             | 44e          |                |
| 2020 |                 |                |                  |                 |                      |             | 32e          |                |
| 2021 | 123e            |                |                  |                 |                      |             |              | 107e           |
| 2022 | 122e            |                |                  |                 |                      | 89e         |              | 61e            |
| 2023 |                 |                | opgave           | opgave          |                      | 111e        |              |                |
| 2024 | 72e             |                |                  | 107e            | 71e                  |             |              | opgave         |
| 2025 | 131e            |                | opgave           | opgave          |                      | 100e        |              | opgave         |

## Ploegen
- 2015 –  Équipe Cycliste de l'Armée de Terre
- 2016 –  Delko Marseille Provence KTM
- 2017 –  Delko Marseille Provence KTM
- 2018 –  Delko Marseille Provence KTM
- 2019 –  Delko Marseille Provence
- 2021 –  Team DSM
- 2022 –  Team DSM
- 2023 –  Team DSM
- 2024 –  Team dsm-firmenich PostNL
- 2025 –  Team dsm-firmenich PostNL

Andersen · Aristi · Combaud · Di Grégorio · Díaz · El Fares · Fernández · Finetto · Giraud · Hupond · Laas · Lemarchand · Madrazo · Martinez · Pacher · Rodríguez · Šiškevičius · Smukulis · Couanon (stagiair) · Dyball (stagiair) · Liepiņš (stagiair)
Areruya · Combaud · De Rossi · Di Grégorio · El Fares · Fernández · Filosi · Finetto · Guérin · Jones · Kasperkiewicz · Leveau · Madrazo · Martinez · Michajlov · Moreno · Rodríguez · Šiškevičius · Smukulis · Trarieux · Fedeli (stagiair) · Meyer (stagiair) · Rochas (stagiair)
Areruya · Combaud · De Rossi · El Fares · Fedeli · Fernández · Filosi · Finetto · Grosu · Guérin · Jones · Kasperkiewicz · Leveau · Moreno · Navardauskas · Rochas · Schmidt · Šiškevičius · Trarieux · Carr (stagiair) · Delettre (stagiair) · Guichard (stagiair)
Arensman · Arndt · Bardet · Benoot · Bol · Brenner · Combaud · Dainese · Denz · Donovan · Eekhoff · Gall · Haga · Hamilton · Hindley · Kanter · A. Kragh Andersen · S. Kragh Andersen · Leknessund · Markl · Nieuwenhuis · Pedersen · Roche · Salmon · Storer · Stork · Sütterlin · Tusveld · Vermaerke · Van Wilder
Arensman · Arndt · Bardet · Bittner (vanaf 1/8) · Bol · Brenner · Combaud · Dainese · Degenkolb · Denz · Donovan · Eekhoff · Hamilton · Heinschke · Hvideberg · A. Kragh Andersen · S. Kragh Andersen · Leknessund · Markl · Mayrhofer · Naberman · Nieuwenhuis · Pedersen · Rodenberg · Stork · Tusveld · van Uden (vanaf 1/8) · Vandenabeele · Vermaerke · Welsford
Andresen · Bardet · Bevin · Bittner · Brenner · Combaud · Dainese · Degenkolb · Dinham · Edmondson · Eekhoff · Hamilton · Heinschke · Hvideberg · Leknessund · Markl · Mayrhofer · Milesi · Naberman · Onley · Poole · Rodenberg · Stork · Tusveld · van Uden · Vandenabeele · Vanhoucke (tot 14/8) · Vermaerke · Welsford
Andresen · Bardet · Barguil · Van den Berg · Bevin · Bittner · Van den Broek · Combaud · Degenkolb · Dinham · Eddy · Edmondson · Eekhoff · Hamilton · Jakobsen · Leemreize · Leijnse · Liepiņš · Märkl · Naberman · Onley · Poole · Roosen · Tusveld · van Uden · Vermaerke · Welten · Koerdt (stagiair)